# Reservatet - La riserva
Reservatet - La Riserva è una serie televisiva danese ideata da Ingeborg Topsøe e diretta da Peter Fly.

## Trama
La serie racconta la storia di una giovane ragazza alla pari filippina, Ruby, che scompare in uno dei quartieri più ricchi di Copenhagen, nel triangolo che comprende Gentofte, Hellerup e Charlottenlund, in Danimarca. La sua vicina, Cecilie, è convinta che le sia successo qualcosa, e insieme ad Angel (la ragazza alla pari di Cecile) cerca di scoprire la verità sulle voci che abbondano tra le numerose ragazze alla pari della zona.